# 鹿児島キャリアデザイン専門学校
鹿児島キャリアデザイン専門学校（かごしまきゃりあでざいんせんもんがっこう）は、鹿児島県鹿児島市谷山中央二丁目にある私立の専門学校。
設置者は学校法人原田学園。

## 概要
かつては、グループ全て鹿児島ハイテク専門学校（かごしまハイテクせんもんがっこう）として運営していたが、2008年に商業系・工業系・メカトロニクス系学科を原田学園ハイテク専門学校に改名、他の学科を原田学園デジタルアーツ専門学校、原田学園こども・医療秘書専門学校、原田学園ビューティ専門学校に分割した。
2013年に鹿児島ハイテク専門学校から分割した4校を再び統合し、鹿児島キャリアデザイン専門学校に改称した。2015年には姉妹校である鹿児島動物専門学校を統合した。

## 沿革
- 1989年（平成1年）4月1日 - 鹿児島ハイテク専門学校として設立される[1]。
- 2008年（平成20年）4月1日 - 鹿児島ハイテク専門学校の商業系・メカトロニクス系・情報系課程の学科および科を原田学園ハイテク専門学校に改称。その他の学科より原田学園デジタルアーツ専門学校[2]、原田学園こども・医療秘書専門学校[3]、原田学園ビューティ専門学校[4]が設置される。
- 2013年（平成25年）
  - 3月31日 - 原田学園デジタルアーツ専門学校、原田学園こども・医療秘書専門学校及び原田学園ビューティ専門学校を廃止する[5]。
  - 4月1日 - 原田学園ハイテク専門学校を鹿児島キャリアデザイン専門学校に改称し、3月31日をもって廃止された3校を統合した。
- 2015年（平成27年）
  - 3月31日 - 鹿児島動物専門学校を廃止[6]。
  - 4月1日 - 鹿児島動物専門学校の3学科を鹿児島キャリアデザイン専門学校に統合[7]。

## 設置学科
- ITスペシャリスト科
- グラフィック科(3Dコース募集停止)
- TV映像音響科
- 医療情報管理学科
- 医療福祉秘書科
- 医療福祉事務科（2014年度より医療福祉事務OA科から改称[8]）(募集停止)
- ビューティーウェディング科(募集停止)
- こども学科
- 自動車整備科
- 日本語科
- IT専攻科
- クリエイター専攻科
- アドバンス日本語科

## 廃科もしくは再編された学科
- 会計税務学科（2014年度より経営情報学科から改称し、3年課程に変更[8]） 2017年度廃科
- メカトロニクス科 2016年度廃科。
- システム開発工学科 2017年度廃科。
- ITビジネス科 2016年度廃科。
- クリエーター研究学科 2017年度廃科。
- グラフィック科（2014年度よりデジタルデザイン科から改称[8]） 2016年度廃科。
- サウンド科（2014年度よりサウンド・ミュージック科から改称[8]） 2016年度廃科。
- 映像科（2014年度よりデジタル映像科から改称[8]）
- 医療情報管理学科（2014年度より医療情報管理システム学科から改称[8]）2016年度廃科。
- ビューティ科（2014年度にトータルビューティ科及びブライダルビューティ科を統合[8]）

## 原田学園ハイテク専門学校グループ時代の設置学科
- 原田学園ハイテク専門学校
  - 経営情報学科
  - メカトロニクス科
  - システム開発工学科
  - ITビジネス科
- 原田学園デジタルアーツ専門学校
  - クリエーター研究学科
  - デジタルデザイン科
  - サウンド・ミュージック科
  - デジタル映像科
- 原田学園こども・医療秘書専門学校
  - こども学科
  - 医療情報管理システム学科
  - 医療福祉秘書科
  - 医療福祉事務OA科
- 原田学園ビューティ専門学校
  - トータルビューティ科
  - ブライダルビューティ科

## 姉妹校
専門学校
- 原田学園専門学校グループ
  - 鹿児島医療技術専門学校

高等学校
- 鹿児島情報高等学校

## アクセス
- JR九州谷山駅から徒歩4分